# George Gawler
Le lieutenant-colonel George Gawler (21 juillet 1795 - 7 mai 1869) a été le deuxième gouverneur d'Australie-Méridionale, du 17 octobre 1838 au 15 mai 1841.
Il était le fils unique du capitaine Samuel Gawler, capitaine du 73e régiment et de son épouse Julia, née Russell. Samuel Gawler a été tué à la bataille de Mysore, en Inde, en décembre 1804. George Gawler a été élevé par son tuteur, puis dans une école d'Islington. Il passe ensuite deux ans au collège militaire de Great Marlow où il s'avère être un étudiant habile et diligent.
En octobre 1810 Gawler est nommé enseigne de vaisseau au 52e régiment de fantassins et en janvier 1812 il partit avec son régiment à la guerre d'indépendance espagnole. Il participa à l'assaut de Badajoz, y fut blessé et sauvé de la mort par un soldat qui y perdit sa propre vie. Il resta en Espagne jusqu'en 1814, prenant part à l'avancée sur Madrid. Le régiment retourna en Angleterre et Gawler, devenu lieutenant, combattit à la bataille de Waterloo. Il est resté en France, avec l'armée d'occupation jusqu'en 1818 et, en 1820, il épousa Maria Cox. Gawler retourna en Angleterre en 1826 et de 1830 à 1832 fut chargé du recrutement. Il devint lieutenant-colonel en 1834.
En 1838, Gawler fut nommé gouverneur d'Australie-Méridionale pour succéder au capitaine John Hindmarsh, qui avait été rappelé. Quand Gawler y arriva en octobre 1838, la colonie n'avait presque pas de finances publiques, les fonctionnaires étaient sous-payés et 4 000 immigrants vivent dans des conditions précaires. Il convainquit Charles Sturt à venir de Nouvelle-Galles du Sud pour travailler comme géomètre principal pour remplacer William Light qui avait démissionné en raison de sa santé. Gawler nomma de nouveaux fonctionnaires coloniaux, mit en place une force de police, prit part à l'exploration du pays et améliora les installations de Port Adelaide au cours de son mandat de gouverneur. La première Government House a été construite au cours de son mandat qui est l'aile est du bâtiment actuel.
En raison de la sécheresse dans d'autres colonies australiennes en 1840 et avant que l'Australie-Méridionale ne soit auto-suffisante pour sa nourriture, le coût de la vie augmenta rapidement. Gawler augmenta les dépenses publiques pour éviter l'effondrement de l'économie du pays mais qui a abouti à la faillite du pays et à des changements apportés à la direction de la colonie. Plus de 200 000 livres sterling avaient été dépensés et les fonds de soutien épuisés. Un prêt de 155 000 £ fut accordé par le Parlement britannique (par la suite transformé en don) et le capitaine George Grey fut envoyé pour remplacer Gawler. Durant son mandat Gawler avait réussi à faire de l'Australie-Méridionale un pays auto-suffisant en termes d'agriculture et avait récupéré la confiance des habitants.
Le travail de Gawler a été longtemps mal jugé, en grande partie parce que son successeur, Grey, qui aggravât les actes de son prédécesseur dans ses dépêches, sans parler des difficultés rencontrées dans son travail. Gawler fut un officier vaillant et énergique qui, quand il découvrit que les colons faisaient face à un désastre, comprit très vite ce qui était nécessaire à faire et sauva la colonie. Cependant, bien que Mills reconnaît dans son livre Colonization of Australia que Gawler fut coupable de négligence et d'extravagance et ne peut donc être complètement innocenté, les difficultés extraordinaires qu'il rencontra sont reconnues. Charles Sturt et d'autres hommes à l'époque, s'accordent tous sur le fait que sa gestion avait grandement profiter à leur implantation et la commission sur l'Australie-Méridionale rapporte que les détracteurs de ses dépenses furent « incapables d'indiquer ne serait-ce qu'un point spécifique qui aurait permis de réduire considérablement les dépenses sans troubler l'ordre public ». Gawler fut rappelé, mais des enquêtes postérieures le désignent comme l'une des fondateurs de l'Australie-Méridionale.

## Héritage

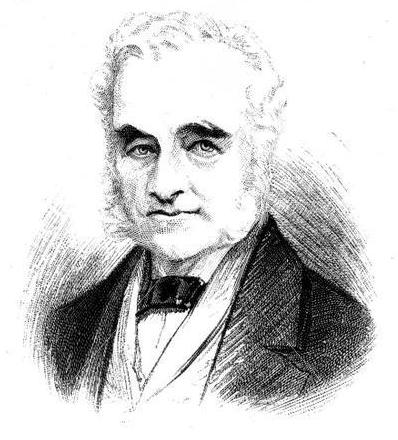
George Gawler

En 1845, Gawler écrivit un livre dans lequel il suggéra que les Juifs devraient être autorisés à s'établir de manière agricole sur la Terre d'Israël en compensation des souffrances endurées en Europe et sous la domination turque. En 1849, il visita Israël avec Moïse Montefiore. Deux ans plus tard, en 1852, il fonda une association en faveur de la colonisation de la Palestine. Gawler mourut à Southsea et fut enterré à Portsmouth.
La ville de Gawler en Australie-Méridionale fut nommé après lui parce qu'on en avait fait une étude topographique peu de temps après qu'il fut arrivé. La chaîne Gawler au nord de la péninsule d'Eyre a aussi été nommé d'après son nom. Le Derby Museum and Art Gallery a inclus Gawler, en 1830, sur la liste de ses principaux bienfaiteurs. Gawler fit don d'une collection de minéraux et d'oiseaux exotiques empaillés, dont un albatros, du temps qu'il était gouverneur. De plus, son jardinier en Australie, Joseph Whittaker, fit également don de centaines de fleurs et de plantes pressées  au Derby Museum et aux jardins botaniques royaux de Kew.